# カルロス・アルカラス
カルロス・アルカラス・ガルフィア（Carlos Alcaraz Garfia, スペイン語発音: [ˈkal.loh al.ka.ˈɾaθ ˈɣaɾ.fja]; 2003年5月5日 - ）は、スペイン・ムルシア州ムルシア エル・パルマル地区出身の男子プロテニス選手。ATPランキング自己最高位はシングルス1位、ダブルス519位。これまでにATPツアーでシングルス22勝を挙げている。身長183cm、体重74kg。右利き、バックハンド・ストロークは両手打ち。
19歳でATPテニスランキング世界1位になり、史上最年少記録を打ち立てた。同年にタイム誌が選出する「次の100人」に選ばれた。

## 選手経歴

### ジュニア時代
アルカラスは4歳のときに父親からテニスを教わり始めた。15歳からEquelite Sport Academyに所属し、フアン・カルロス・フェレーロをコーチとする。

### 2019年 フューチャーズ初優勝
4月のアリカンテ・チャレンジャーでATPチャレンジャーツアーデビュー。初戦でヤニック・シナーを下したが、2回戦でルカシュ・ロソルに敗れた。

### 2020年 チャレンジャー初優勝
2月のリオ・オープンでワイルドカードとして本戦入りし、ATPツアーデビュー。初戦でアルベルト・ラモス＝ビニョラスをで下してツアー初勝利を収めた。2回戦ではフェデリコ・コリアに敗れた。8月のトリエステ・チャレンジャー決勝でリッカルド・ボナディオをストレートで下し、チャレンジャー初優勝を果たした。9月のコルデノンス・チャレンジャーでも決勝まで進出したが、ベルナベ・サパタ・ミラジェスに敗れて準優勝となった。この活躍により9月14日時点のシングルスランクが186位まで上がり、同月に行われた全仏オープンの予選に初出場するも、初戦でアレクサンダル・ブキッチに敗れた。10月のバルセロナ・チャレンジャー決勝でダミル・ジュムールを下し、チャレンジャー2勝目を挙げた。翌週行われたアリカンテ・チャレンジャー決勝でペドロ・マルティネスを下して、チャレンジャー3勝目を挙げた。これらの活躍により、アルカラスも2020年のニューカマー・オブ・ザ・イヤーに選出された。年間最終ランキングは141位。

### 2021年 NextGenファイナルズ初優勝 全米ベスト8 ツアー初優勝
全豪オープンの予選ではホランスキー、カルロフスキー、デリエンをそれぞれ2-1, 2-0, 2-0で下して3連勝し、グランドスラム本戦初進出を決めた。2月にメルボルンで行われたグレート・ロード・オーシャン・オープンでは2回戦で当時ランキング14位で第1シードのダビド・ゴファンを6-3, 6-3のストレートで下し、対トップ100初勝利を挙げた。続く3回戦でチアゴ・モンテイロに敗れた。

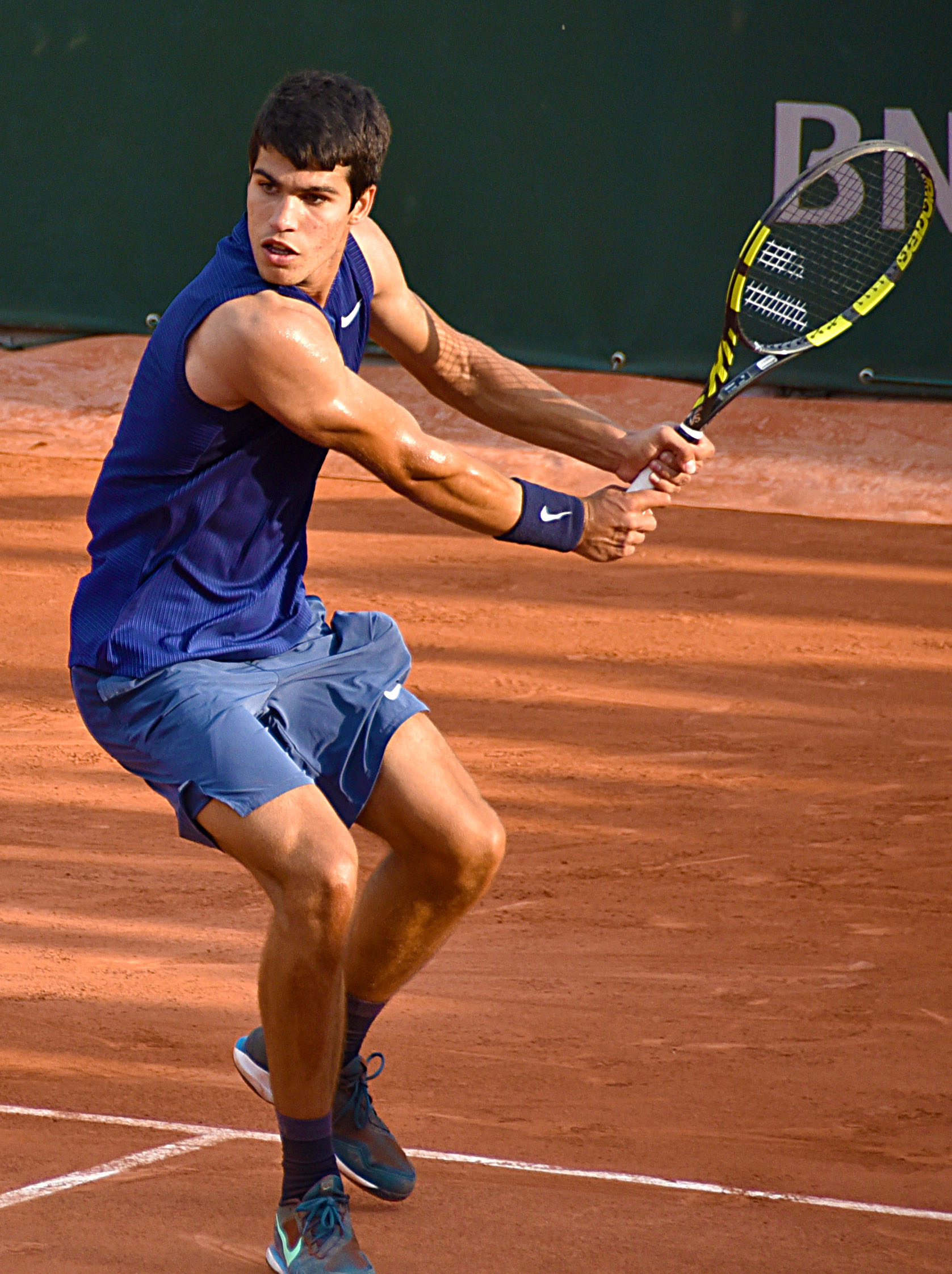
2021年全仏オープンでのカルロス・アルカラス

翌週から始まった全豪オープンでは1回戦でボーティック・ファン・デ・ザンスフルプをストレートで破り、グランドスラム本戦初勝利を挙げた。2回戦でマイケル・イマーに敗れた。7月のクロアチア・オープンでは第7シードとして出場し、決勝でリシャール・ガスケをストレートで下して18歳2ヶ月でツアー初優勝を飾った。全米オープンでは3回戦でステファノス・チチパスを下してグランドスラム初のベスト8進出。
Next Gen ATPファイナルズでは決勝でセバスチャン・コルダを破り、初優勝を果たした。年間最終ランキングは31位。

### 2022年 GS初制覇・全米初優勝 マスターズ初優勝 史上最年少世界1位
全豪オープンでは第31シードとして出場し、初の大会3回戦まで進出。3回戦で第7シードのマッテオ・ベレッティーニに2-6, 6-7(3), 6-4, 6-2, 6-7(5)のフルセットの末に敗退した。しかし、リオ・オープンでは準々決勝でベレッティーニを6-2, 2-6, 6-2で破り、準決勝でファビオ・フォニーニを6-2, 7-5で下して決勝進出。決勝でディエゴ・シュワルツマンを6-4, 6-2で破り、ATPツアー500初制覇及びツアー2勝目を挙げた。
BNPパリバ・オープンでは4回戦でガエル・モンフィスを7-5, 6-1で下し、準々決勝で前年覇者のキャメロン・ノリーを6-4, 6-3で破りベスト4入り。準決勝ではラファエル・ナダルに4-6, 6-4, 3-6で敗れた。マイアミ・オープンでは準決勝で昨年覇者のフベルト・フルカチュを7-6(5), 7-6(2)で下してマスターズ1000初の決勝進出。決勝ではキャスパー・ルードを7-5, 6-4のストレートで破り、マスターズ初優勝を果たした。

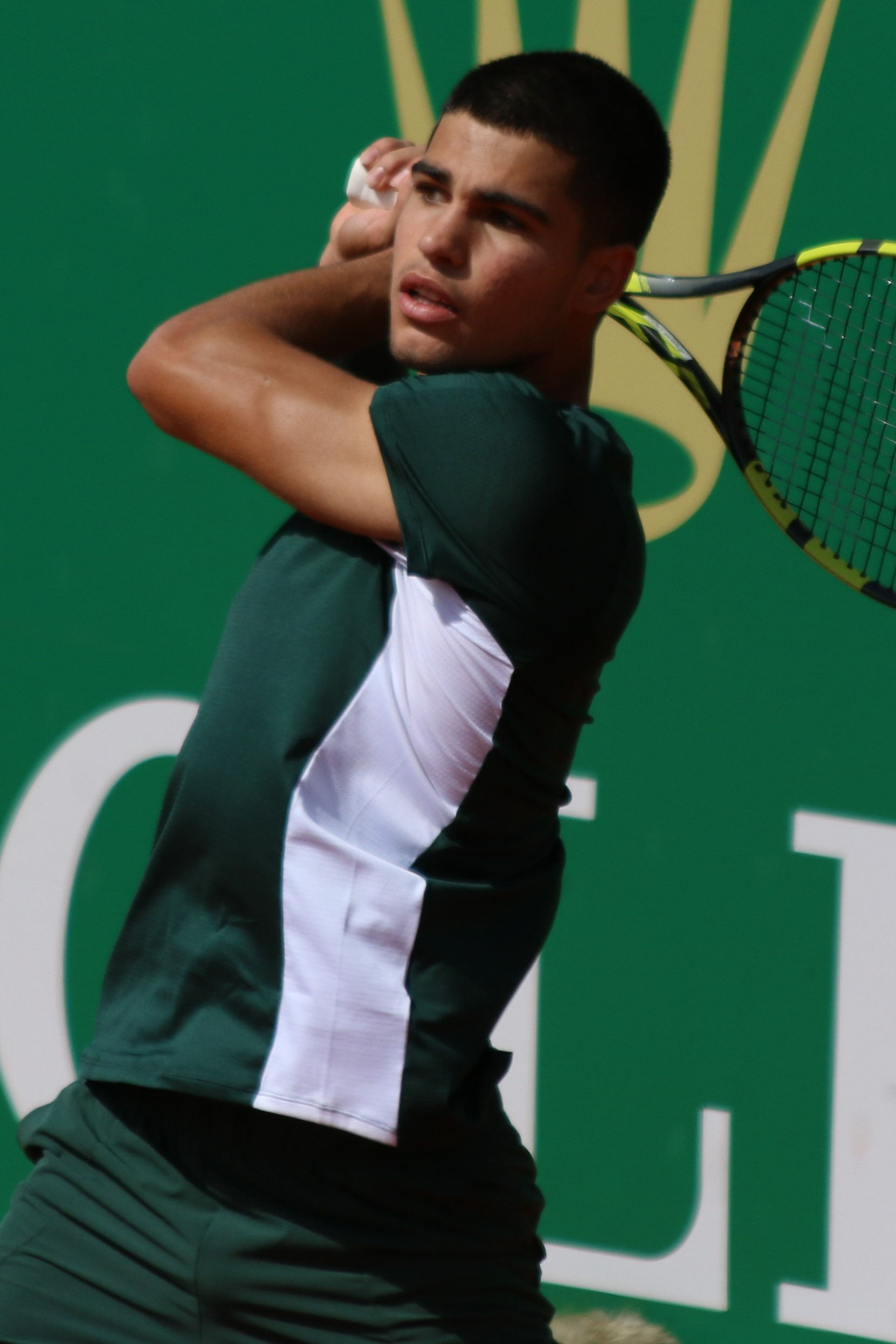
2022年モンテカルロ・マスターズでのアルカラス

クレーシーズンではモンテカルロ・マスターズでセバスチャン・コルダに初戦敗退を喫するも、バルセロナ・オープンでは決勝でパブロ・カレーニョ・ブスタを破り優勝。大会後のランキングで9位となりトップ10入りを果たす。さらにムチュア・マドリード・オープンでは準々決勝でクレーキングナダルを6-2, 1-6, 6-3で、準決勝でジョコビッチを6-7(5), 7-5, 7-6(5)で勝利し、決勝進出。決勝でアレクサンダー・ズベレフを6-3, 6-1で勝利して、マスターズ2勝目を挙げて、世界ランキング6位を更新。第6シードとして迎えた全仏オープンでは1回戦でフアン・イグナシオ・ロンデロを6-4, 6-2, 6-0のストレートで破り、2回戦ではアルベルト・ラモス＝ビノラスを6-1, 6-7(7), 5-7, 7-6(2), 6-4のフルセットの末に勝利を掴み、3回戦では第27シードのセバスチャン・コルダを6-4, 6-4, 6-2のストレートで勝利。4回戦では第21シードのカレン・ハチャノフを6-1, 6-4, 6-4のストレートで破り、初のベスト8入りを果たした。準々決勝では第3シードのアレクサンダー・ズベレフに4-6, 4-6, 6-4, 6-7(7)で敗れた。

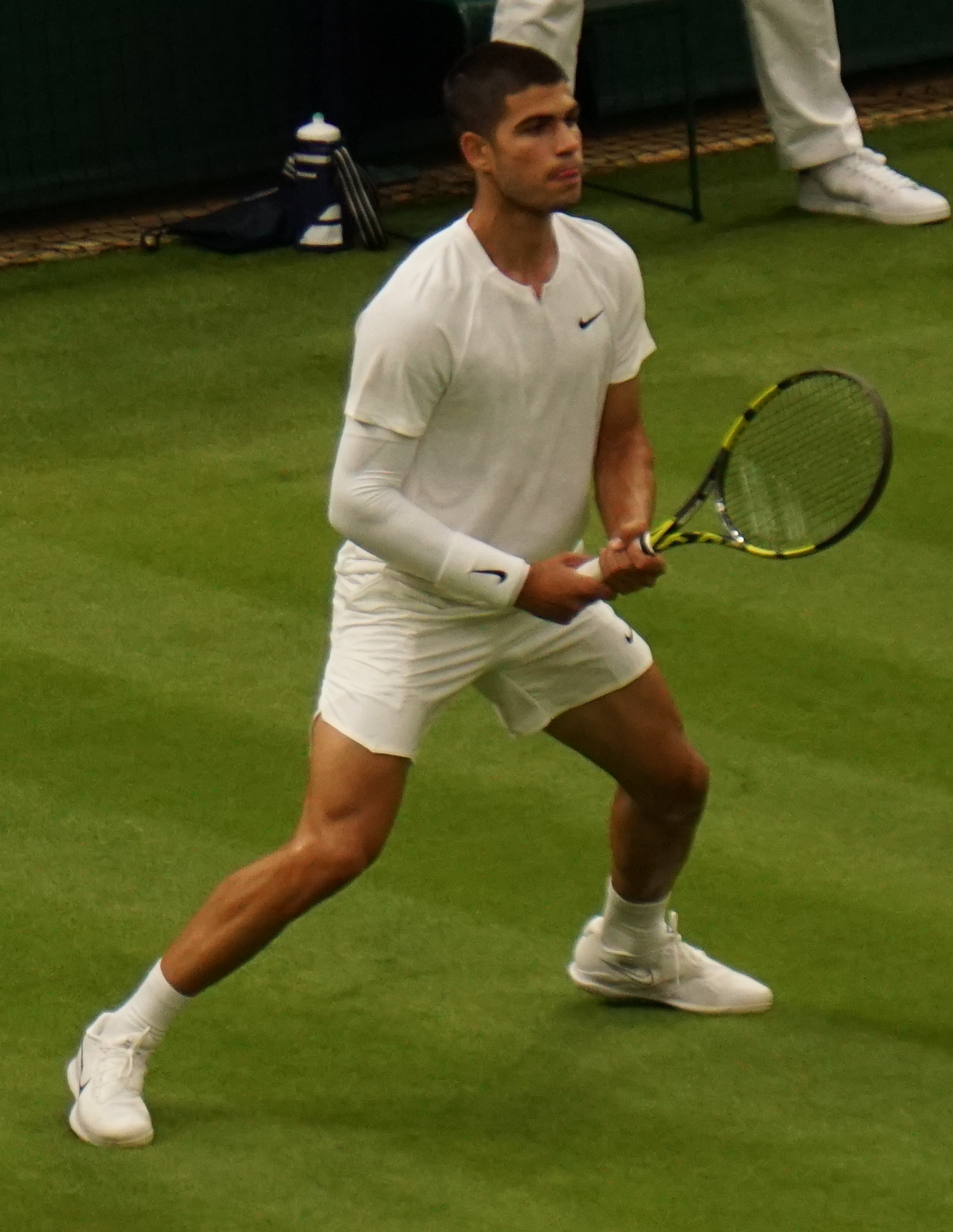
2022年ウィンブルドン選手権でのカルロス・アルカラス

芝シーズンになり、ウィンブルドン選手権では第5シードとして出場。4回戦で第10シードのヤニック・シナーに1-6, 4-6, 7-6(8), 3-6で敗れて、初のベスト8入りを逃した。クレー大会での2度の準優勝を挟んで全米シーズンへ進む。
第3シードとして迎えた全米オープンでは4回戦で第15シードのマリン・チリッチに6-4, 3-6, 6-4, 4-6, 6-3、準々決勝では第11シードのヤニック・シナーを6-3, 6-7(7), 6-7(0), 7-5, 6-3、準決勝では第22シードのフランシス・ティアフォーを6-7(6), 6-3, 6-1, 6-7(5), 6-3と、3試合連続でフルセットの試合を勝ち残り、決勝で世界一の座をかけてキャスパー・ルードと対戦。6-4, 2-6, 7-6(1), 6-3で破り、グランドスラム初優勝を果たした。10代での同大会シングルス優勝は、1990年大会のピート・サンプラスに次いで2人目。この大会での試合時間は計23時間40分で、2018年ウィンブルドン選手権においてケビン・アンダーソンが記録した23時間21分を抜いてグランドスラム史上最長とした。また、9月12日付けの世界ランキングで1位につくことが確定、1973年に導入されたATPランキング史上初の10代の世界王者に輝いた。年間最終ランキングは1位。

### 2023年 ウィンブルドン初優勝 ツアー通算100勝 ATPファイナルズベスト4
1月、2023年シーズン開始直後は怪我により全豪オープンを欠場。
2月、アルゼンチン・オープンで復帰し、決勝戦で第2シードのキャメロン・ノリーに6-3, 7-5のストレートで勝利し、復帰戦を優勝で飾った。前年優勝者として挑んだ翌週のリオ・オープンでも決勝まで勝ち進み、2週連続でノリーと対戦するも、7-5, 4-6, 5-7のフルセットの末に敗戦し、2年連続優勝とはならなかった。
3月、BNPパリバ・オープンシングルス3回戦に勝利し、歴代2位の早さとなる132試合でATPツアーのマッチ100勝を達成。決勝では3大会連続優勝、マッチ19連勝中のダニール・メドベージェフと対戦し、6-3, 6-2のストレートで勝利を収め、ツアー8勝を挙げた。続くマイアミ・オープンでは準決勝でシナーに7-6(4), 4-6, 2-6の逆転で敗れた。
4月、前年優勝者として臨んだ母国のバルセロナ・オープンでは準決勝でダニエル・エバンスを6-2, 6-2のストレートで下して、決勝進出。決勝でステファノス・チチパスを6-3, 6-4のストレートで下してツアー9勝目を挙げた。
5月、マドリード・オープンでは2回戦でエーミル・ルースヴオリを2-6, 6-4, 6-2、3回戦でグリゴール・ディミトロフを6-2, 7-5、4回戦でアレクサンダー・ズベレフを6-1, 6-2、準々決勝でカレン・ハチャノフを6-4, 7-5、準決勝でボルナ・チョリッチを6-4, 6-3でシード勢をそれぞれ破り、決勝でヤン＝レナード・ストルフを6-4, 3-6, 6-3で破り、ツアー10勝目を挙げた。

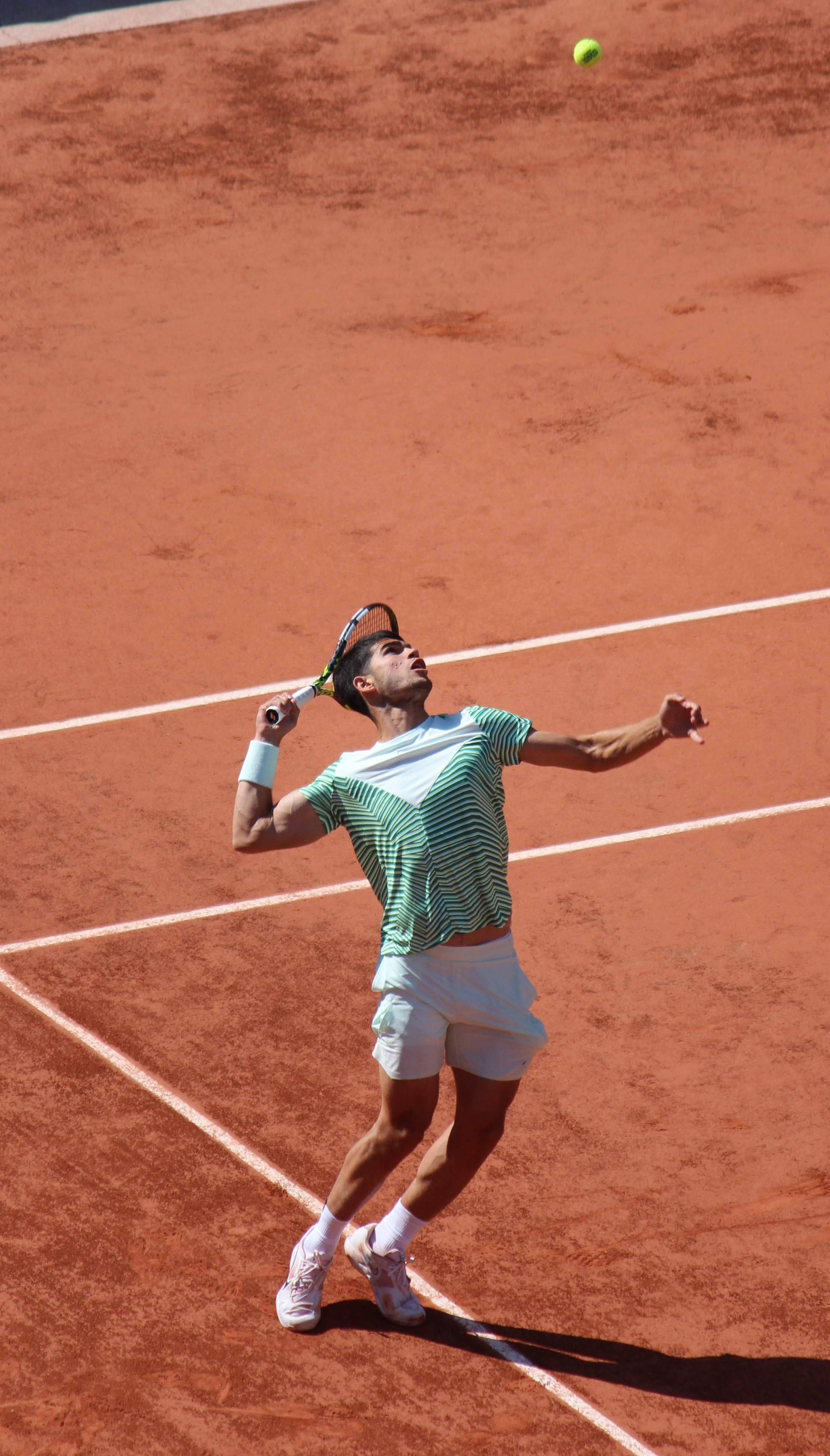
2023年全仏オープンでのカルロス・アルカラス

6月、全仏オープンでは第1シードとして出場。3回戦では第26シードのデニス・シャポバロフを6-1, 6-4, 6-2、4回戦では第17シードのロレンツォ・ムゼッティを6-3, 6-2, 6-2のストレートで下して、ベスト8進出。準々決勝では第5シードのチチパスを6-2, 6-1, 7-6(5)のストレートで破り、初のベスト4進出。準決勝では第3シードのノバク・ジョコビッチに3-6, 7-5, 1-6, 1-6で敗れ、初の決勝進出を逃した。クイーンズ・クラブ選手権では準々決勝でディミトロフを6-4, 6-4、準決勝でセバスチャン・コーダを6-3, 6-4でそれぞれ下して、決勝でアレックス・デミノーを6-4, 6-4のストレートで破り、ツアー11勝目を挙げた。
7月、ウィンブルドン選手権は第1シードとして出場。前述の好調さのまま2年連続4回戦進出して、4回戦でマッテオ・ベレッティーニを3-6, 6-3, 6-3, 6-3の逆転で下して、ベスト8進出。準々決勝では第6シードのホルガ・ルーネを7-6(3), 6-4, 6-4、準決勝で第3シードのメドベージェフを6-3, 6-3, 6-3のストレートでそれぞれ下して、初の決勝進出。決勝では第2シードのジョコビッチを1–6, 7–6(6), 6–1, 3–6, 6–4のフルセットの末に下して、自身初のウィンブルドン初優勝。同大会の男子シングルスにおいてBIG4以外の選手の優勝は21年振りとなった。

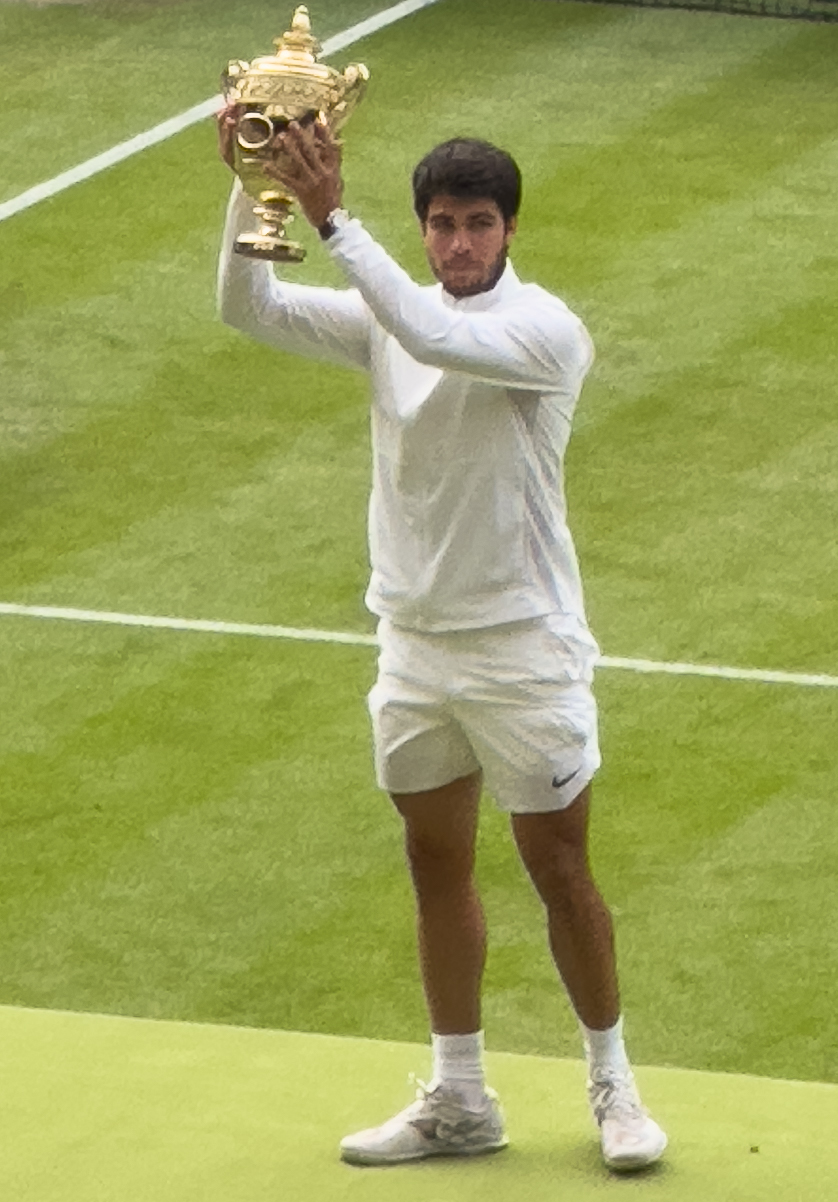
2023年ウィンブルドン選手権優勝時でのカルロス・アルカラス

8月、ナショナル・バンク・オープンでは2回戦でベン・シェルトンを6-3, 7-6(3)、3回戦でホベルト・ホルカシュを3-6, 7-6(2), 7-6(3)の逆転で下して、初のベスト8進出するも、準々決勝でトミー・ポールに3-6, 6-4, 3-6で敗れたが、続くウエスタン・アンド・サザン・オープンでは3回戦でポールを7-6(6), 6-7(0), 6-3でリベンジを果たし、準々決勝ではマックス・パーセルを4-6, 6-3, 6-4の逆転で下してベスト4進出。準決勝ではホルカシュを2-6, 7-6(4), 6-3の逆転で勝利し、初の決勝進出。決勝ではジョコビッチに7-5, 6-7(7), 6-7(4)の逆転で敗れ、準優勝を飾った。
9月、全米オープンでは第1シードとして出場。3回戦では第26シードのエバンスを6-2, 6-3, 4-6, 6-3、4回戦でマッテオ・アルナルディを6-3, 6-3, 6-4で破り、3年連続ベスト8進出。準々決勝では第12シードのズベレフを6-3, 6-2, 6-4のストレートで下して、ベスト4進出。準決勝では第3シードのメドベージェフに6-7(3), 1-6, 6-3, 3-6で敗れ、決勝進出を逃し、連覇を果たせなかった。
10月、チャイナ・オープンではベスト8進出。準々決勝ではルードを6-4, 6-2のストレートで下して、ベスト4進出するも、シナーに6-7(4), 1-6のストレートで敗れ、今季シナーに2敗となった。上海マスターズでは4回戦でディミトロフに7-5, 2-6, 4-6の逆転で敗れた。
11月、パリ・マスターズではロマン・サフィウリンに3-6, 4-6のストレートで敗退。今季の活躍からレースランキング2位として迎えた2023年ATPファイナルズに初出場となり、「レッドグループ」に割り振られ、グループステージではメドベージェフを6-4, 6-4、アンドレイ・ルブレフを7-5, 6-2のストレートでそれぞれ下す。ズベレフには7-6(3), 3-6, 6-4で敗れるも、2勝1敗で決勝トーナメント進出を決めた。準決勝ではジョコビッチに3-6, 2-6で敗れ、初出場となった最終戦はベスト4。年間最終ランキングは2位。

### 2024年 パリ五輪銀メダル 全仏初優勝 ウィンブルドン2連覇 ツアー通算200勝
1月、全豪オープンに第2シードとして出場。1回戦でリシャール・ガスケを7-6(5), 6-1, 6-2、2回戦ではロレンツォ・ソネゴを6-4, 6-7(3), 3-6, 7-6(3)、3回戦では商竣程では6-1, 6-1, 1-0(不戦勝)、4回戦ではミオミル・キツマノビッチを6-4, 6-4, 6-0のストレートで下して、初のベスト8進出。準々決勝では第6シードのアレクサンダー・ズベレフに1-6, 3-6, 7-6(2), 4-6で敗れた。
2月、アルゼンチン・オープンではディングチャンピオンとして出場し、ベスト4進出をするも、準決勝でニコラス・ジャリーに6-7(2), 3-6のストレートで敗れた。さらに翌週、右足首を捻挫したためリオ・オープン初戦を途中棄権した。
3月、ディフェンディングチャンピオンとして、BNPパリバ・オープンでは準々決勝でズベレフを6-3, 6-1のストレートで下して、準決勝ではヤニック・シナーと8度目の対戦となり、1-6, 6-3, 6-2で勝利し、シナーの19連勝を止めて4勝4敗のタイとなり、決勝進出。決勝でダニール・メドベージェフを7-6(5), 6-1のストレートで破ってタイトル防衛に成功し、ATPツアー・マスターズ1000で5勝目を挙げた。続くマイアミ・オープンでは3回戦でガエル・モンフィスを6-2, 6-4、4回戦でロレンツォ・ムセッティを6-3, 6-3でそれぞれストレートで下して、ベスト8進出。しかし、今大会準優勝者となるグリゴール・ディミトロフに2-6, 4-6のストレートで敗れた。大会後、シナーに追い抜かれ、世界ランキング3位に転落した。
4月、モンテカルロ・マスターズとタイトル防衛戦となるバルセロナ・オープンを右前腕の負傷のため棄権した。
5月、マドリード・オープンではベスト8進出するも、準々決勝では今回大会を優勝することとなるアンドレイ・ルブレフに6-4, 3-6, 2-6で敗れた。その後、前腕の負傷のためローマ・マスターズも棄権した。

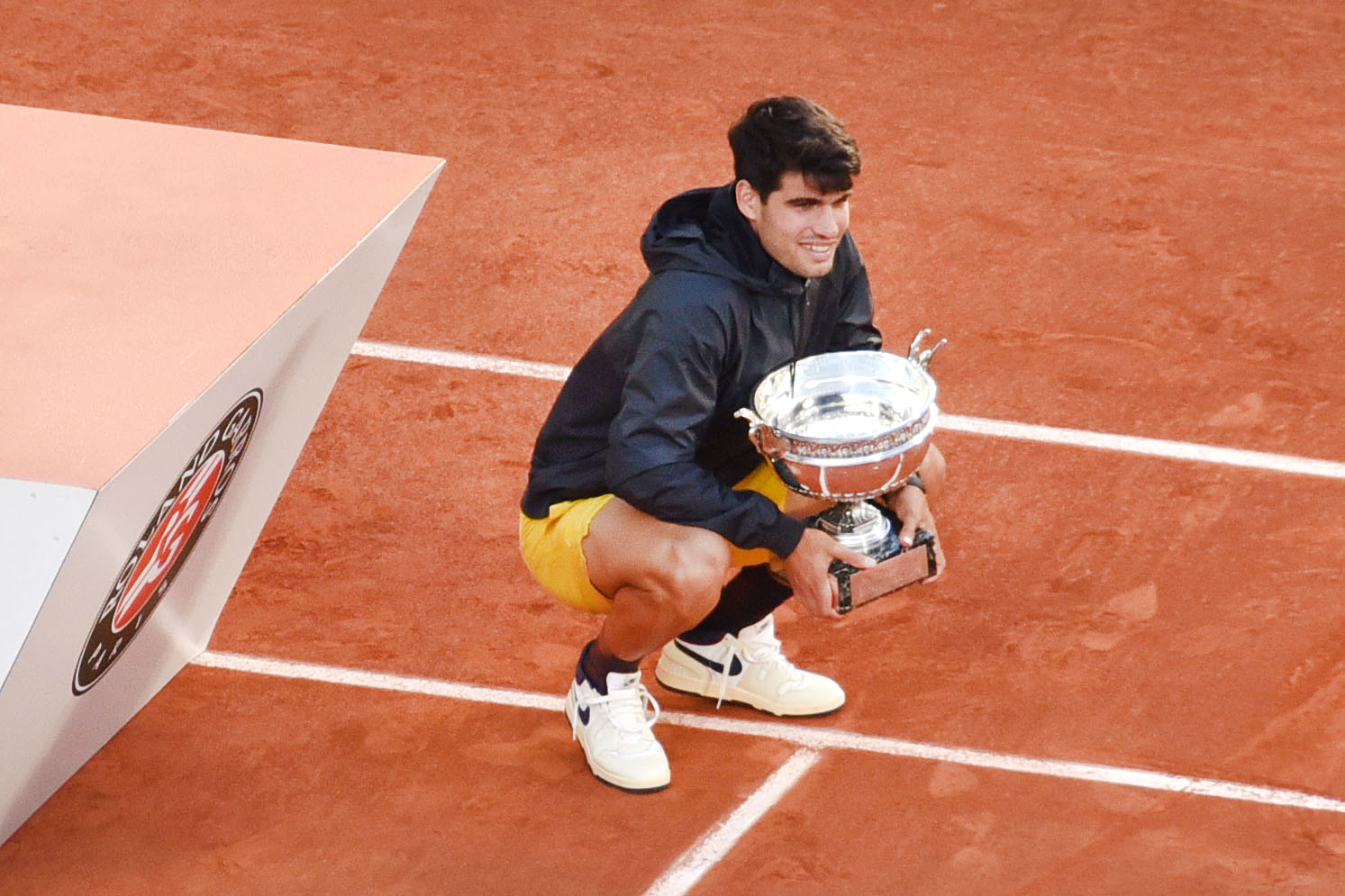
2024年全仏オープン優勝時のカルロス・アルカラス

6月、全仏オープンでは第3シードとして出場し、4回戦では第21シードのフェリックス・オジェ＝アリアシムを6-3, 6-3, 6-1、準々決勝ではステファノス・チチパスを6-3, 7-6(3), 6-4のストレートでそれぞれ破り、2度目となる全仏ベスト4進出を果たした。準決勝では第2シードのシナーを2-6, 6-3, 3-6, 6-4, 6-3のフルセットで破り、初の決勝進出。決勝の相手は第4シードのズベレフとなり、6-3, 2-6, 5-7, 6-1, 6-2のフルセットで激闘を制して、ローラン・ギャロス初制覇。21歳で、サーフェス・スラムとして知られる、1年間で3つのコートサーフェスでメジャータイトルを獲得した史上最年少の男子選手となった。
7月、ウィンブルドン選手権では第3シードとして出場。準々決勝では第12シードのトミー・ポールを5-7, 6-4, 6-2, 6-2、準決勝では第5シードのメドベージェフを6-7(1), 6-3, 6-4, 6-4で下して、2年連続決勝進出。2023年の決勝での再戦となるノバク・ジョコビッチを6-2, 6-2, 7-6(4)のストレートで破り、ウィンブルドン2連覇を達成した。その好調さは続き、スタッド・ローラン・ギャロス会場で行われた2024年パリオリンピックでは決勝進出。決勝でジョコビッチと対戦するも、6-7(3), 6-7(2)のストレートで敗れ、優勝を逃すも、オリンピック初出場で銀メダルを獲得した。

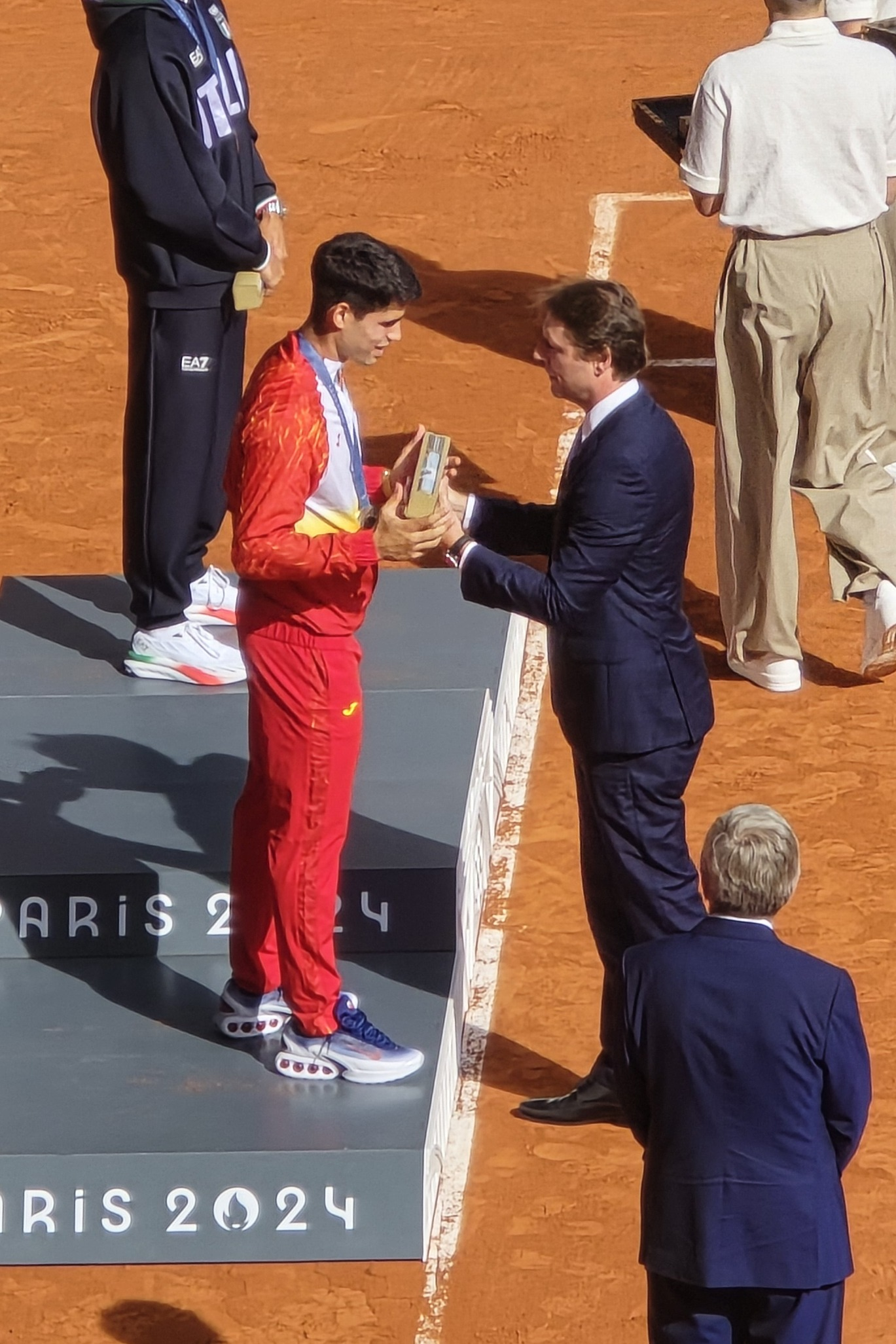
2024年パリ・オリンピックにて銀メダルを授かるカルロス・アルカラス

8月、ウエスタン・アンド・サザン・オープン1回戦ではモンフィスに6-4, 6-7(5), 4-6の逆転負けし、珍しくラケットを破壊した。さらに迎えた全米オープンでは第3シードとして出場するも、2回戦でボーティック・ファン・デ・ザンスフルプに1-6, 5-7, 4-6のストレートで敗退を晒した。
9月、レーバーカップでは世界選抜として初出場。シングルスではベン・シェルトンを6-4, 6-4、テイラー・フリッツを6-2, 7-5で下す。ズベレフと組んだダブルスではシェルトン/フリッツ組に6-7(5), 4-6で敗れたがキャスパー・ルードと組んだダブルスではフランシス・ティアフォー/シェルトン組に6-2, 7-6(6)で勝利し、チームヨーロッパの優勝に貢献した。
10月、チャイナ・オープンの準々決勝ではカレン・ハチャノフを7-5, 6-2、準決勝ではメドベージェフを7-5, 6-3で下して決勝進出。決勝では昨年準決勝で敗れたシナーを6-7(6), 6-4, 7-6(3)の熱戦で下して、ツアー16勝目を挙げた。上海マスターズでは4回戦でモンフィスを6-4, 7-5のストレートで下して、初のベスト8進出。準々決勝ではトマーシュ・マハーチに6-7(5), 5-7のストレートで敗退。
11月、パリ・マスターズでは2回戦でジャリーを7-5, 6-1のストレートで破るも、3回戦でウゴ・アンベールに1-6, 6-3, 5-7で敗れた。レースランキング3位として迎えた2024年ATPファイナルズでは2年連続出場。「ジョン・ニューカムグループ」ではルブレフに6-3, 7-6(8)で勝利するも、ルードに1-6, 5-7、ズベレフに6-7(5), 4-6で敗れ、ラウンドロビン敗退。年間最終ランキングは3位。

### 2025年 全仏2連覇 ウィンブルドン準優勝
1月、全豪オープンでは4回戦で第15シードのジャック・ドレイパー戦で7-5, 6-1のところでドレイパーが途中棄権を申請。思わぬ形でアルカラスが2年連続2度目のベスト8進出を決めた。準々決勝でノバク・ジョコビッチに6-4, 4-6, 3-6, 4-6で敗れた。
2月、ABNアムロ・オープンでは決勝でアレックス・デミノーに6-4, 3-6, 6-2で下して、優勝したことでツアー17勝目を挙げた。カタール・エクソンモービル・オープンでは準々決勝でイジー・レヘチカに3-6, 6-3, 4-6で敗れた。
3月、3連覇を狙ってBNPパリバ・オープンに出場するも、準決勝でドレイパーに1-6, 6-0, 4-6で敗れ、連覇を逃した。マイアミ・オープンでは2回戦でダビド・ゴファンに7-5, 4-6, 3-6で敗れた。
4月、モンテカルロ・マスターズでは決勝でロレンツォ・ムゼッティを破り、マスターズ6勝目を挙げた。バルセロナ・オープンでは準決勝でアルトゥール・フィスを6-2, 6-4のストレートで快勝し、決勝進出するも、
決勝でホルガ・ルーネに6-7(6), 2-6のストレートで敗れ、準優勝となった。翌週のマドリード・オープンは欠場。
5月、ローマ・マスターズでは4回戦でカレン・ハチャノフを6-3, 3-6, 7-5、準々決勝でドレイパーを6-4, 6-4、準決勝でムゼッティを6-3, 7-6(4)でそれぞれ下して決勝進出。決勝ではヤニック・シナーを7-6(5), 6-1のストレートで破り初優勝を飾るとともに、ツアー19勝目を挙げた。試合後に「試合を通して良いレベルを維持できた。今日の自分のプレー全てを本当に誇りに思う」と語った。

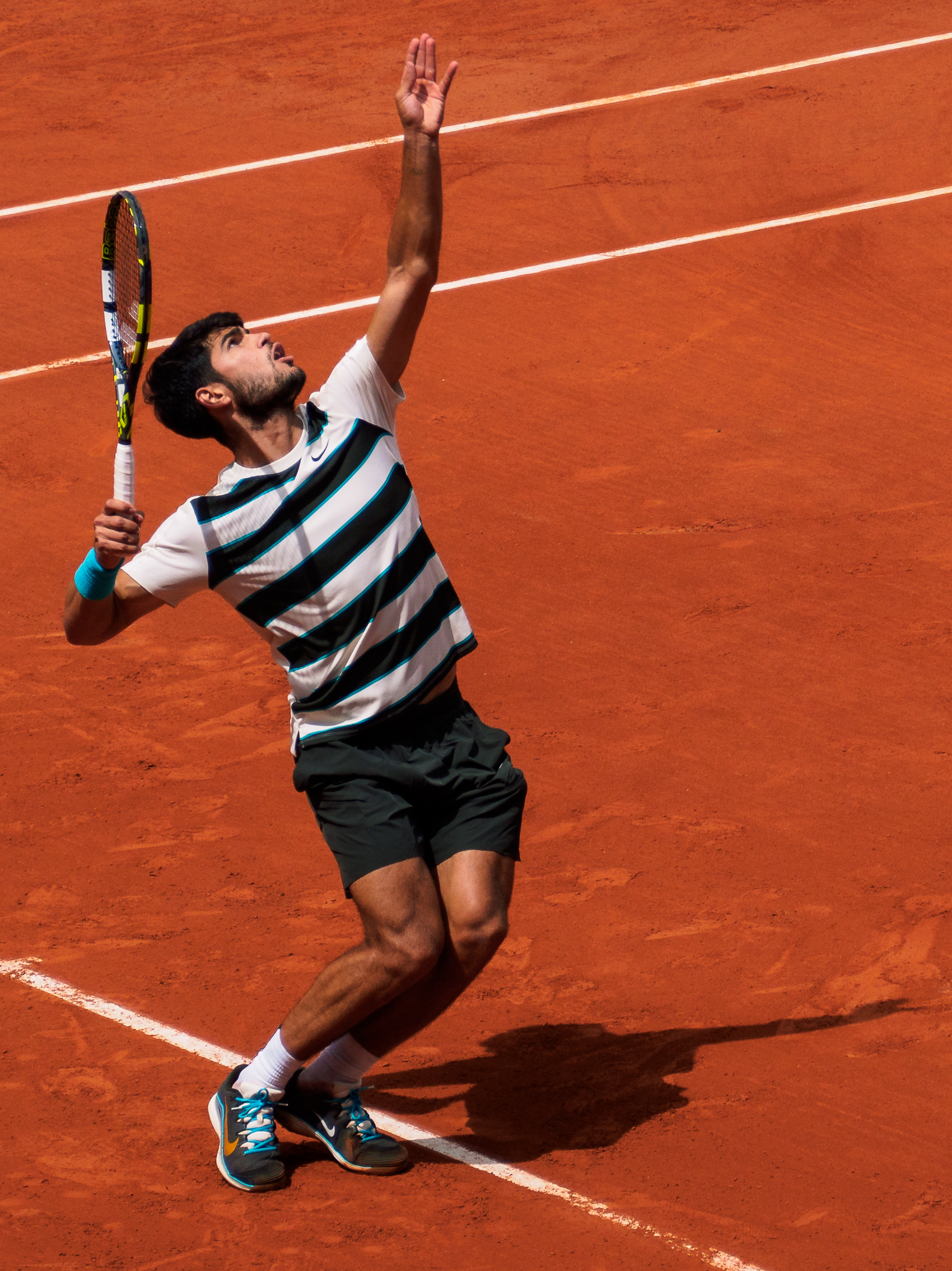
2025年全仏オープンでのカルロス・アルカラス

6月、全仏オープンでは第2シードとして出場。4回戦で第13シードのベン・シェルトンを7-6(8), 6-3, 4-6, 6-4、準々決勝で第12シードのトミー・ポールを6-0, 6-1, 6-4で破り、準決勝でムゼッティを4-6, 7-6(3), 6-0, 2-0(不戦勝)により、決勝進出。決勝では第1シードのシナーを4-6, 6-7 (4), 6-4, 7-6 (3), 7-6 (2)のフルセット、3本のチャンピオンシップポイントを掻い潜った死闘の末に大逆転で破り、オープン化以降では史上8人目となる大会2連覇を成し遂げるとともに、四大大会で5度目のタイトルを獲得した。試合時間は5間29分を記録し、同大会史上最長の決勝となった。
7月、ウィンブルドン選手権では2シードとして出場。大会前の記者会見には3連覇については「考えてない」と述べながらも「かなり自信はある」と笑顔で明かした。1回戦では今季で引退を示唆しているファビオ・フォニーニに4時間37分の死闘の末に7-5, 6-7(5), 7-5, 2-6, 6-1のフルセットの熱戦を制して、初戦突破を果たした。試合後には観客からの万雷の拍手を浴びて2人揃ってセンターコートを後にした。2回戦では予選勝者で世界ランク733位のオリバー・ターベットを6-1, 6-4, 6-4のストレートで下し、4年連続4度目の3回戦進出を果たした。アルカラスはこの勝利でキャリア最多となるマッチ20連勝を達成した。3回戦では世界ランキング125位のヤン＝レナード・ストルフを6-1, 3-6, 6-3, 6-4で下し、4年連続4度目の4回戦進出を果たすとともに、マッチ連勝記録を21に伸ばした。4回戦では第14シードのアンドレイ・ルブレフを6-7(5), 6-3, 6-4, 6-4の逆転で下し、3年連続3度目のベスト8進出を果たし大会3連覇まであと3勝に迫るとともに、マッチ連勝記録を22に伸ばした。準々決勝では世界ランキング61位のキャメロン・ノリーに6-2, 6-3, 6-3のストレートで完勝し、3年連続3度目のベスト4進出を果たした。大会3連覇まであと2勝に迫り、マッチ連勝記録を23に伸ばした。アルカラスは試合後「自信が高まっている」と語った。この結果、アルカラスは年末の11月9日に開幕する最終戦ATPファイナルズの出場権を獲得した。準決勝では第5シードのテイラー・フリッツを6-4, 5-7, 6-3, 7-6(6)の熱戦の末に下し、3年連続3度目の決勝進出を果たすとともに、大会3連覇に王手をかけた。試合後の会見でアルカラスは決勝で対戦する第1シードのシナーについて言及し「自分が精神的に有利だなんてまったく考えていない」と警戒感をにじませた。そして、大会3連覇のかかるアルカラスと、初制覇を狙うシナー。前回の死闘を経て、再び決勝でぶつかる両者に、世界の注目が集まる中、決勝戦が幕を開け、決勝で第1シードのシナーに6-4, 4-6, 4-6, 4-6の逆転で敗れ、準優勝となり、大会3連覇を逃した。表彰式でアルカラスはシナーを祝福し、「負けるのは辛い。決勝ならなおさらだ。でも、ヤニックを祝福したい。君はこのトロフィーに値する。僕らはコート外では本当に良い関係を築けているし、コート上では素晴らしいライバル関係を築けていてとても嬉しい。この事実は毎日僕を成長させてくれる」と感謝も述べた。

## プレースタイル
アルカラスのプレースタイルは強力なフォアハンドが最大の武器で、ベースラインから重いショットを打ちつつコート全体をカバーするフットワークを駆使する。相手のラインを押し下げてからドロップ、相手がネットに出てきたところをロブなどペースの上げ下げをコントロールする能力に長ける。
速い展開を好むアルカラスのアグレッシブなプレースタイルは、同邦のレジェンドであるラファエル・ナダルではなく、その好敵手のロジャー・フェデラーと類似するとも言われる。アルカラスが「僕はアグレッシブでウィナーを量産するプレーが好きなんだ。僕のプレースタイルは程度の差はあれ、フェデラーのようだと思うよ。」としており、コーチを務める元世界1位のフアン・カルロス・フェレーロも目標としているとコメントしている。錦織圭も、同年代のシナーとともにフェデラーと比較する発言をしている。
もっとも、アルカラスの幼少期からのアイドルはナダルである。ウェアはナイキ、ラケットはバボラからスポンサーされている点は、ナダルと同じである。

## 人物
大好きな映画は「ロッキー」。

## 主要大会決勝

### グランドスラム

#### シングルス：6（優勝5回, 準優勝1回）
| 結果   | 年     | 大会           | サーフェス | 対戦相手                 | スコア                                  |
| ------ | ------ | -------------- | ---------- | ------------------------ | --------------------------------------- |
| 優勝   | 2022年 | 全米オープン   | ハード     | キャスパー・ルード       | 6-4, 2-6, 7-6(7-1), 6-3                 |
| 優勝   | 2023年 | ウィンブルドン | 芝         | ノバク・ジョコビッチ     | 1-6, 7-6(8-6), 6-1, 3-6, 6-4            |
| 優勝   | 2024年 | 全仏オープン   | クレー     | アレクサンダー・ズベレフ | 6-3, 2-6, 5-7, 6-1, 6-2                 |
| 優勝   | 2024年 | ウィンブルドン | 芝         | ノバク・ジョコビッチ     | 6-2, 6-2, 7-6(7-4)                      |
| 優勝   | 2025年 | 全仏オープン   | クレー     | ヤニック・シナー         | 4-6, 6-7(4-7), 6-4, 7-6(7-3), 7-6(10-2) |
| 準優勝 | 2025年 | ウィンブルドン | 芝         | ヤニック・シナー         | 6-4, 4-6, 4-6, 4-6                      |

### ATPマスターズ1000

#### シングルス：9（優勝8回, 準優勝1回）
| 結果   | 年     | 大会                 | サーフェス | 対戦相手                   | スコア                  |
| ------ | ------ | -------------------- | ---------- | -------------------------- | ----------------------- |
| 優勝   | 2022年 | マイアミ             | ハード     | キャスパー・ルード         | 7-5, 6-4                |
| 優勝   | 2022年 | マドリード           | クレー     | アレクサンダー・ズベレフ   | 6-3, 6-1                |
| 優勝   | 2023年 | インディアンウェルズ | ハード     | ダニール・メドベージェフ   | 6-3, 6-2                |
| 優勝   | 2023年 | マドリード           | クレー     | ヤン＝レナルト・シュトルフ | 6-4, 3-6, 6-3           |
| 準優勝 | 2023年 | シンシナティ         | ハード     | ノバク・ジョコビッチ       | 7-5, 6-7(6-8), 6-7(4-7) |
| 優勝   | 2024年 | インディアンウェルズ | ハード     | ダニール・メドベージェフ   | 7-6(7-5), 6-1           |
| 優勝   | 2025年 | モンテカルロ         | クレー     | ロレンツォ・ムゼッティ     | 3-6, 6-1, 6-0           |
| 優勝   | 2025年 | ローマ               | クレー     | ヤニック・シナー           | 7-6(7-5), 6-1           |
| 優勝   | 2025年 | シンシナティ         | ハード     | ヤニック・シナー           | 5-0 途中棄権            |

### オリンピック

#### シングルス：1（1銀メダル）
| 結果   | 年     | 大会     | サーフェス | 対戦相手             | スコア             |
| ------ | ------ | -------- | ---------- | -------------------- | ------------------ |
| 準優勝 | 2024年 | パリ五輪 | クレー     | ノバク・ジョコビッチ | 6-7(3-7), 6-7(2-7) |

## ATPツアー決勝進出結果

### シングルス：29回（22勝7敗）
| 大会グレード                    |
| グランドスラム (5–1)            |
| ATPファイナルズ (0–0)           |
| ATPツアー・マスターズ1000 (8–1) |
| オリンピック (0–1)              |
| ATPツアー500 (7–3)              |
| ATPツアー250 (2–1)              |

| サーフェス別タイトル |
| ハード (7–1)         |
| クレー (11–5)        |
| 芝 (4–1)             |

| 結果   | No. | 決勝日        | 大会                 | サーフェス    | 対戦相手                   | スコア                                  |
| ------ | --- | ------------- | -------------------- | ------------- | -------------------------- | --------------------------------------- |
| 優勝   | 1.  | 2021年7月25日 | ウマグ               | クレー        | リシャール・ガスケ         | 6-2, 6-2                                |
| 優勝   | 2.  | 2022年2月20日 | リオデジャネイロ     | クレー        | ディエゴ・シュワルツマン   | 6-4, 6-2                                |
| 優勝   | 3.  | 2022年4月3日  | マイアミ             | ハード        | キャスパー・ルード         | 7-5, 6-4                                |
| 優勝   | 4.  | 2022年4月24日 | バルセロナ           | クレー        | パブロ・カレーニョ・ブスタ | 6-3, 6-2                                |
| 優勝   | 5.  | 2022年5月8日  | マドリード           | クレー        | アレクサンダー・ズベレフ   | 6-3, 6-1                                |
| 準優勝 | 1.  | 2022年7月24日 | ハンブルク           | クレー        | ロレンツォ・ムゼッティ     | 4-6, 7-6(8-6), 4-6                      |
| 準優勝 | 2.  | 2022年7月31日 | ウマグ               | クレー        | ヤニック・シナー           | 7-6(7-5), 1-6, 1-6                      |
| 優勝   | 6.  | 2022年9月11日 | 全米オープン         | ハード        | キャスパー・ルード         | 6-4, 2-6, 7-6(7-1), 6-3                 |
| 優勝   | 7.  | 2023年2月20日 | ブエノスアイレス     | クレー        | キャメロン・ノリー         | 6-3, 7-5                                |
| 準優勝 | 3.  | 2023年2月27日 | リオデジャネイロ     | クレー        | キャメロン・ノリー         | 7-5, 4-6, 5-7                           |
| 優勝   | 8.  | 2023年3月20日 | インディアンウェルズ | ハード        | ダニール・メドベージェフ   | 6-3, 6-2                                |
| 優勝   | 9.  | 2023年4月23日 | バルセロナ           | クレー        | ステファノス・チチパス     | 6-3, 6-4                                |
| 優勝   | 10. | 2023年5月7日  | マドリード           | クレー        | ヤン＝レナルト・シュトルフ | 6-4, 3-6, 6-3                           |
| 優勝   | 11. | 2023年6月25日 | ロンドン             | 芝            | アレックス・デミノー       | 6-4, 6-4                                |
| 優勝   | 12. | 2023年7月16日 | ウィンブルドン       | 芝            | ノバク・ジョコビッチ       | 1-6, 7-6(8-6), 6-1, 3-6, 6-4            |
| 準優勝 | 4.  | 2023年8月20日 | シンシナティ         | ハード        | ノバク・ジョコビッチ       | 7-5, 6-7(7-9), 6-7(4-7)                 |
| 優勝   | 13. | 2024年3月17日 | インディアンウェルズ | ハード        | ダニール・メドベージェフ   | 7-6(7-5), 6-1                           |
| 優勝   | 14. | 2024年6月9日  | 全仏オープン         | クレー        | アレクサンダー・ズベレフ   | 6-3, 2-6, 5-7, 6-1, 6-2                 |
| 優勝   | 15. | 2024年7月14日 | ウィンブルドン       | 芝            | ノバク・ジョコビッチ       | 6-2, 6-2, 7-6(7-4)                      |
| 準優勝 | 5.  | 2024年8月4日  | パリ五輪             | クレー        | ノバク・ジョコビッチ       | 6-7(3-7), 6-7(2-7)                      |
| 優勝   | 16. | 2024年10月2日 | 北京                 | ハード        | ヤニック・シナー           | 6-7(6-8), 6-4, 7-6(7-3)                 |
| 優勝   | 17. | 2025年2月9日  | ロッテルダム         | ハード (室内) | アレックス・デミノー       | 6-4, 3-6, 6-2                           |
| 優勝   | 18. | 2025年4月13日 | モンテカルロ         | クレー        | ロレンツォ・ムゼッティ     | 3-6, 6-1, 6-0                           |
| 準優勝 | 6.  | 2025年4月20日 | バルセロナ           | クレー        | ホルガ・ルーネ             | 6-7(6-8), 2-6                           |
| 優勝   | 19. | 2025年5月19日 | ローマ               | クレー        | ヤニック・シナー           | 7-6(7-5), 6-1                           |
| 優勝   | 20. | 2025年6月8日  | 全仏オープン         | クレー        | ヤニック・シナー           | 4-6, 6-7(4-7), 6-4, 7-6(7-3), 7-6(10-2) |
| 優勝   | 21. | 2025年6月22日 | ロンドン             | 芝            | イジー・レヘチカ           | 7-5, 6-7(5-7), 6-2                      |
| 準優勝 | 7.  | 2025年7月14日 | ウィンブルドン       | 芝            | ヤニック・シナー           | 6-4, 4-6, 4-6, 4-6                      |
| 優勝   | 22. | 2025年8月19日 | シンシナティ         | ハード        | ヤニック・シナー           | 5-0 途中棄権                            |

## 成績
略語の説明
| W | F | SF | QF | #R | RR | Q# | LQ | A | Z# | PO | G | S | B | NMS | P | NH |

W=優勝, F=準優勝, SF=ベスト4, QF=ベスト8, #R=#回戦敗退, RR=ラウンドロビン敗退, Q#=予選#回戦敗退, LQ=予選敗退, A=大会不参加, Z#=デビスカップ/BJKカップ地域ゾーン, PO=デビスカップ/BJKカッププレーオフ, G=オリンピック金メダル, S=オリンピック銀メダル, B=オリンピック銅メダル, NMS=マスターズシリーズから降格, P=開催延期, NH=開催なし.

### シングルス

#### グランドスラム大会
| 大会           | 2020 | 2021 | 2022 | 2023 | 2024 | 2025 | 通算成績 |
| -------------- | ---- | ---- | ---- | ---- | ---- | ---- | -------- |
| 全豪オープン   | A    | 2R   | 3R   | A    | QF   | QF   | 11–4     |
| 全仏オープン   | Q1   | 3R   | QF   | SF   | W    | W    | 25–3     |
| ウィンブルドン | NH   | 2R   | 4R   | W    | W    | F    | 24–3     |
| 全米オープン   | A    | QF   | W    | SF   | 2R   |      | 17–3     |

#### 大会最高成績
| 大会                     | 成績 | 年         |
| ------------------------ | ---- | ---------- |
| ATPファイナルズ          | SF   | 2023       |
| インディアンウェルズ     | W    | 2023, 2024 |
| マイアミ                 | W    | 2022       |
| モンテカルロ             | W    | 2025       |
| マドリード               | W    | 2022, 2023 |
| ローマ                   | W    | 2025       |
| カナダ                   | QF   | 2023       |
| シンシナティ             | W    | 2025       |
| 上海                     | QF   | 2024       |
| パリ                     | QF   | 2022       |
| オリンピック             | S    | 2024       |
| デビスカップ             | QF   | 2022, 2024 |
| Next Gen ATPファイナルズ | W    | 2021       |

## シングルス対トップ10戦績
対戦当時の順位でATPランキングのトップ10を相手にした試合の結果
| 結果 | 勝–敗 | 日時           | 大会                         | サーフェス    | 対戦相手                             | 順位 | スコア                             |
| ---- | ----- | -------------- | ---------------------------- | ------------- | ------------------------------------ | ---- | ---------------------------------- |
| 敗戦 | 0–1   | 2021年3月16日  | アカプルコ1回戦              | ハード        | アレクサンダー・ズベレフ (1)         | 7    | 3-6, 1-6                           |
| 敗戦 | 0–2   | 2021年5月5日   | マドリード2回戦              | クレー        | ラファエル・ナダル (1)               | 2    | 1-6, 2-6                           |
| 敗戦 | 0–3   | 2021年7月1日   | ウィンブルドン2回戦          | グラス        | ダニール・メドベージェフ (1)         | 2    | 4-6, 1-6, 2-6                      |
| 勝利 | 1–3   | 2021年9月4日   | 全米3回戦                    | ハード        | ステファノス・チチパス (1)           | 3    | 6-3, 4-6, 7-6(7-2), 0-6, 7-6(7-5)  |
| 勝利 | 2–3   | 2021年10月29日 | ウィーン準々決勝             | ハード (屋内) | マッテオ・ベレッティーニ (1)         | 7    | 6-1, 6-7(2-7), 7-6(7-5)            |
| 敗戦 | 2–4   | 2021年10月30日 | ウィーン準決勝               | ハード (屋内) | アレクサンダー・ズベレフ (2)         | 4    | 3-6, 3-6                           |
| 勝利 | 3–4   | 2021年11月4日  | パリ2回戦                    | ハード (屋内) | ヤニック・シナー (1)                 | 9    | 7-6(7-1), 7-5                      |
| 敗戦 | 3–5   | 2022年1月21日  | 全豪3回戦                    | ハード        | マッテオ・ベレッティーニ (2)         | 7    | 2-6, 6-7(3-7), 6-4, 6-2, 6-7(5-10) |
| 勝利 | 4–5   | 2022年2月20日  | リオ準々決勝                 | クレー        | マッテオ・ベレッティーニ (3)         | 6    | 6-2, 2-6, 6-2                      |
| 敗戦 | 4–6   | 2022年3月19日  | インディアンウェルズ準決勝   | ハード        | ラファエル・ナダル (2)               | 3    | 4-6, 6-4, 3-6                      |
| 勝利 | 5–6   | 2022年3月29日  | マイアミ4回戦                | ハード        | ステファノス・チチパス (2)           | 5    | 7-5, 6-3                           |
| 勝利 | 6–6   | 2022年4月1日   | マイアミ準決勝               | ハード        | フベルト・フルカチュ                 | 10   | 7-6(7-5), 7-6(7-2)                 |
| 勝利 | 7–6   | 2022年4月3日   | マイアミ決勝                 | ハード        | キャスパー・ルード (1)               | 8    | 7-5, 6-4                           |
| 勝利 | 8–6   | 2022年4月22日  | バルセロナ準々決勝           | クレー        | ステファノス・チチパス (3)           | 5    | 6-4, 5-7, 6-2                      |
| 勝利 | 9-6   | 2022年5月6日   | マドリード準々決勝           | クレー        | ラファエル・ナダル (3)               | 4    | 6-2, 1-6, 6-3                      |
| 勝利 | 10-6  | 2022年5月7日   | マドリード準決勝             | クレー        | ノバク・ジョコビッチ                 | 1    | 6-7(5-7), 7-5, 7-6(7-5)            |
| 勝利 | 11-6  | 2022年5月8日   | マドリード決勝               | クレー        | アレクサンダー・ズベレフ (3)         | 3    | 6-3, 6-1                           |
| 敗戦 | 11-7  | 2022年5月31日  | 全仏準々決勝                 | クレー        | アレクサンダー・ズベレフ (4)         | 3    | 4-6, 4-6, 6-4, 6-7(7-9)            |
| 敗戦 | 11-8  | 2022年7月31日  | ウマグ決勝                   | クレー        | ヤニック・シナー (2)                 | 10   | 7–6(7-5), 1-6, 1-6                 |
| 勝利 | 12-8  | 2022年9月11日  | 全米決勝                     | ハード        | キャスパー・ルード (2)               | 7    | 6-4, 2-6, 7-6(7-1), 6-3            |
| 敗戦 | 12-9  | 2022年10月29日 | バーゼル準決勝               | ハード (屋内) | フェリックス・オジェ＝アリアシム (1) | 9    | 3-6, 2-6                           |
| 勝利 | 13-9  | 2023年3月16日  | インディアンウェルズ準々決勝 | ハード        | フェリックス・オジェ＝アリアシム (2) | 10   | 6-4, 6-4                           |
| 勝利 | 14-9  | 2023年3月19日  | インディアンウェルズ決勝     | ハード        | ダニール・メドベージェフ (2)         | 6    | 6-3, 6-2                           |
| 勝利 | 15-9  | 2023年3月30日  | マイアミ準々決勝             | ハード        | テイラー・フリッツ                   | 10   | 6-4, 6-2                           |
| 勝利 | 16–9  | 2023年4月23日  | バルセロナ決勝               | クレー        | ステファノス・チチパス (4)           | 5    | 6-3, 6-4                           |
| 勝利 | 17-9  | 2023年6月7日   | 全仏準々決勝                 | クレー        | ステファノス・チチパス (5)           | 5    | 6–2, 6-1, 7–6(7–5)                 |
| 敗戦 | 17-10 | 2023年6月9日   | 全仏準決勝                   | クレー        | ノバク・ジョコビッチ (2)             | 3    | 3-6, 7-5, 1-6, 1-6                 |
| 勝利 | 18-10 | 2023年7月12日  | ウィンブルドン準々決勝       | グラス        | ホルガ・ルーネ                       | 6    | 7–6(7–3), 6-4, 6-4                 |
| 勝利 | 19-10 | 2023年7月14日  | ウィンブルドン準決勝         | グラス        | ダニール・メドベージェフ (3)         | 3    | 6-3, 6-3, 6-3                      |
| 勝利 | 20-10 | 2023年7月16日  | ウィンブルドン決勝           | グラス        | ノバク・ジョコビッチ (3)             | 2    | 1-6, 7-6(8-6), 6-1, 3-6, 6-4       |

## ATPチャレンジャーツアー・ITFワールドテニスツアー決勝

### シングルス: 8回 (6勝2敗)
| 大会グレード                  |
| ATPチャレンジャーツアー (3–1) |
| ITFワールドテニスツアー (3–1) |

| サーフェス別タイトル |
| ハード (0–0)         |
| クレー (6–2)         |
| 芝 (0–0)             |

| 結果   | No. | 日時       | 大会          | サーフェス | 対戦相手                     | スコア        |
| ------ | --- | ---------- | ------------- | ---------- | ---------------------------- | ------------- |
| 優勝   | 1.  | 2019年7月  | F15 デニア    | クレー     | チモフェイ・スカトフ         | 6-4, 6-3      |
| 優勝   | 2.  | 2020年1月  | F1 マナコル   | クレー     | エヴァン・フルネス           | 6-0, 6-2      |
| 優勝   | 3.  | 2020年1月  | F2 マナコル   | クレー     | エヴァン・フルネス           | 6-3, 6-4      |
| 準優勝 | 1.  | 2020年2月  | F4 アンタルヤ | クレー     | ジョンボル・ピロシュ         | 4-6, 6-4, 6-3 |
| 優勝   | 1.  | 2020年8月  | トリエステ    | クレー     | リッカルド・ボナディオ       | 6-4, 6-3      |
| 準優勝 | 1.  | 2020年9月  | コルデノンス  | クレー     | ベルナベ・サパタ・ミラジェス | 2-6, 6-4, 2-6 |
| 優勝   | 2.  | 2020年10月 | バルセロナ    | クレー     | ダミル・ジュムール           | 4-6, 6-2, 6-1 |
| 優勝   | 3.  | 2020年10月 | アリカンテ    | クレー     | ペドロ・マルティネス         | 7-6(8-6), 6-3 |